# Мозо ин Пасирия
Мо̀зо ин Пасѝрия (на италиански: Moso in Passiria; на немски: Moos in Passeier, Моз ин Пасайер) е село и община в Северна Италия, автономна провинция Южен Тирол, автономен регион Трентино-Южен Тирол. Разположено е на 1007 m надморска височина. Населението на общината е 2168 души (към 2010 г.).

## Език
Официални общински езици са и италианският и немският. Най-голямата част от населението говори немски. В общината се говори и други романски език, ладинският.
| %     | Роден език      |
| 0,33  | Италиански език |
| 99,58 | Немски език     |
| 0,09  | Ладински език   |